# Michael Rose
Michael Rose, znany również jako Mykal Rose (ur. 11 lipca 1957 w Kingston) – jamajski wykonawca muzyki reggae i dancehall, w latach 1975–1985 oraz od roku 2004 do chwili obecnej główny wokalista grupy Black Uhuru; znany przede wszystkim z charakterystycznego sposobu śpiewania, określanego często jako „waterhouse style”.

## Życiorys
Urodził się i dorastał w slumsowej dzielnicy Waterhouse District. Już będąc nastolatkiem brał udział w różnego rodzaju konkursach wokalnych, dorabiał także śpiewając w hotelach na północnym wybrzeżu wyspy. W wieku 15 lat przy producenckiej pomocy Newtona Simmonsa nagrał swój pierwszy singel, będący DJ-ską wersją przeboju Andela Forgie pt. „Woman A Gineal Fe True”. Niedługo potem nawiązał współpracę ze znanym producentem Winstonem „Niney The Observerem” Holnessem, z którym zapoznał go przyjaciel z dzieciństwa, perkusista Sly Dunbar. W asyście takich instrumentalistów jak Earl „Chinna” Smith, Carlton „Santa” Davis, George „Fully” Fullwood i Tony Chin nagrał dla Holnessa kilka singli, które jednak przeszły wówczas zupełnie bez echa (mimo iż był wśród nich m.in. kultowy dziś hit „Guess Who's Comming To Dinner”); tylko nieco większym rozgłosem cieszył się zrealizowany w międzyczasie dla Lee „Scratcha” Perry’ego utwór „Observe Life”. Pomimo tych pierwszych niepowodzeń, Rose został zaproszony przez Dunbara na wielką trasę koncertową Petera Tosha, podczas której supportował byłego współzałożyciela The Wailers. W roku 1975, dzięki pośrednictwu Prince Jammy'ego, wraz z Errolem „Jayem” Wilsonem uzupełnił reaktywowane przez Duckiego Simpsona trio wokalne Black Uhuru. Wkrótce objął rolę głównego wokalisty formacji, która od tej pory zaczęła święcić swoje największe triumfy, stając się po śmierci Boba Marleya najbardziej rozpoznawalnym symbolem muzyki reggae na świecie.
Z Rose’em w składzie Black Uhuru wydało osiem znakomicie przyjętych albumów studyjnych, które na stałe weszły do kanonu gatunku. Co więcej, za ostatni z nich, Anthem, w roku 1985 muzycy uhonorowani zostali pierwszą w historii nagrodą Grammy w kategorii najlepszy album reggae. Pomimo wszystkich tych sukcesów i ogromnej popularności, nie mogąc znaleźć wspólnego zdania z Simpsonem, Rose opuścił zespół by kontynuować karierę solową. Początkowo zniknął zupełnie ze sceny międzynarodowej, wydając od czasu do czasu na Jamajce single produkowane wspólnie z duetem Sly & Robbie (w międzyczasie zamieszkał w nowo zakupionej posiadłości w Górach Błękitnych, gdzie prowadził plantację kawy). Na początku lat 90. nawiązał współpracę z japońskim oddziałem wytwórni RCA Records, którego nakładem ukazał się jego pierwszy solowy album studyjny pt. Proud. Był on dostępny także w Europie, podczas gdy dwa kolejne krążki, Bonanza (1992) i King of General (1994), zostały wydane już wyłącznie w Japonii. W roku 1995 ponownie połączył siły ze Sly & Robbiem, nagrywając z nimi płytę The Taxi Sessions.
Począwszy od drugiej połowy lat 90., wciąż koncertuje i nagrywa dość regularnie – ma już na koncie ponad 20 albumów studyjnych oraz dwa krążki koncertowe. Spośród wielu wytwórni z którymi współpracował wymienić warto m.in. Heartbeat Records, Greensleeves Records, Love Injection Records, M Records czy też Rhythm Club Records. Nie rezygnując ani na moment z kariery solowej, w roku 2004 niespodziewanie powrócił do składu Black Uhuru, zastępując w nim Andrew Beesa.
Podczas swoich europejskich tras koncertowych Rose dwukrotnie odwiedził Polskę: 12 sierpnia 2000 roku wystąpił w Nowym Targu podczas V edycji Festiwalu Muzyki i Przyrody „Tam gdzie biją źródła”, natomiast 25 listopada 2007 roku zaśpiewał na deskach warszawskiego klubu Proxima jako lider Black Uhuru.